# 易裂变材料
在核工程中，易裂变材料指的是有能力维持核裂变的链式反应的一种材料。根据定义，易裂变材料可以通过任意能量的中子来维持链式反应，而主要的中子能量可能是慢中子或者快中子。易裂变材料可以用作以下设备的核燃料：
- 带有中子减速剂的热反应堆
- 不带有中子减速剂的快速反应堆
- 核爆炸装置

## 可裂变材料与易裂变材料
可裂变材料（fissionable material）与易裂变材料（fissile material）不同。可裂变指任何不论俘获高或低能量中子，原子核皆可发生核裂变的核種（即使機率很低），而易裂变材料指那些俘获低能量中子後即有高機率发生裂变，从而具有维持链式反应的能力的核種。例如钚-239是易裂变材料，而钚-240只能在快中子的作用下发生裂变，因此仅仅是可裂变材料。故易裂变材料是可裂变材料中的一少部分，即所有的易裂变材料都可以发生裂变，但并不是所有可裂变材料都是易裂变材料。
铀-238是一种典型的可裂变材料，但是无法维持中子的链式反应。铀-235裂变产生的中子能量大约是2百万电子伏特（相当于20000千米/秒），仅仅有一小部分有足够的能量使铀-238发生裂变。但是氘氚核聚变反应产生的中子的能量达到14.1百万电子伏特（相当于52000千米/秒），可以很有效的使铀-238和其它不是易裂变材料的超铀元素發生裂变。但是铀-238裂变产生的中子的能量仍然无法使其他铀-238原子发生裂变，因此铀-238无法维持链式反应。核武器爆炸的第二阶段中铀-238的快速核裂变可以大幅度提升核武器当量，同时也产生了大量的放射性尘埃。铀-238的快速核裂变同时也是一些快速核反应堆的能量的主要来源。
在武器控制的条约中，特别是禁止生产核武器用裂变材料条约的提案中，易裂变材料通常專指主要用于核武器中的易裂变材料。这些材料可以维持有爆炸性的裂变链式反应。符合这个定义但不符合通常核物理中定义的材料是镎-237。

## 哪些核素是易裂变材料？
根据易裂变材料规则（Ronen Fissile rule），對於90 ≤ Z ≤ 100的重元素，其2 × Z − N = 43 ± 2的同位素大多為易裂变材料，僅有少數例外。
一般来说，大多数具有奇数个中子的錒系元素同位素都是易裂变材料。大多数核燃料中的可分裂核種之質量數為奇数、質子數為偶数，故中子数為奇数。而質子和中子數皆為偶數的核種，如果其處於β稳定线附近的话，其將比其他核種來得更稳定，因此更不容易发生裂变，也不容易自发裂变，他们發生α衰变或β衰变的半衰期也相對較長，例如長壽的原始放射性核種铀-238和钍-232。另一方面，質子和中子數皆為奇數的核種寿命大都比较短，因为他们很容易发生β衰变，产生具有偶数个中子、偶数个质子的核種，而这些核種更加稳定。

## 核燃料
能够称为核裂变反应堆的核燃料的材料需要：
- 处在束缚能量曲线上裂变链式反应可能的区域。
- 发生中子俘获后有较大比例发生裂变。
- 俘获一个中子以后平均能放出两个或者更多的中子，这样可以补偿不发生裂变以及被中子减速剂吸收的中子。
- 半衰期比较长。
- 可以提供合适的储量。

| 热中子 | 热中子 | 热中子 |       | 超热中子 | 超热中子 | 超热中子 |
| σF     | σγ     | %      |       | σF       | σγ       | %        |
| ------ | ------ | ------ | ----- | -------- | -------- | -------- |
| 531    | 46     | 8.0%   | 233U  | 760      | 140      | 16%      |
| 585    | 99     | 14.5%  | 235U  | 275      | 140      | 34%      |
| 750    | 271    | 26.5%  | 239Pu | 300      | 200      | 40%      |
| 1010   | 361    | 26.3%  | 241Pu | 570      | 160      | 22%      |

核燃料中的可裂变核素包括以下几种：
- 铀-235，存在于天然铀和浓缩铀中。
- 钚-239，由铀-238通过中子俘获生成。
- 钚-241，由钚-240通过中子俘获生成。钚-240可以由钚-239通过中子俘获生成。
- 铀-233，由钍-232通过中子俘获生成。

易裂变材料的核素俘获一个中子后并不一定会发生裂变。发生裂变的概率取决于原子核的种类和中子的能量。对于低能中子和中等能量的中子，中子俘获发生裂变的反应截面为(σF)，而俘获后放出γ射线的反应截面为 (σγ)，不发生裂变的比例如右表所示。

## 合法控制
国际原子能机构根据易裂变材料运输时的安全需求曾经将它们分成如下几类：
- 第一类：没有控制
- 第二类：材料运输量受限
- 第三类：运输时需要特殊安排

但是这些类别在二十世纪九十年代中期被替换了。